# Agustín de Alburquerque
Agustín de Alburquerque fue un misionero español.

## Biografía
Díaz y Pérez, en su Diccionario histórico, biográfico, crítico y bibliográfico de autores, artistas y extremeños ilustres, lo hace nacido en el pueblo de su mismo nombre en 1529. Habría residido en Galicia.
Apenas vistió el hábito de los agustinos, pasó a Filipinas, adonde llegó en 1571, y residió allí durante varios años. Escribió algunas obras, de las que solo llegaron a publicarse Arte de la lengua tagala y Catecismo tagalo. Asimismo, mantuvo correspondencia con el monarca español, el virrey de México y algunos otros agustinos.
Falleció el 22 de abril de 1581.